# Hertogdom Massa en Carrara
Het hertogdom Massa en Carrara was tot 1829 een zeer kleine staat in Italië.

## Ontstaan van het latere hertogdom
In 1441 droegen de bewoners van Massa de heerschappij over hun stad op aan Antonio Alberico I Malaspina, markgraaf van Fosdinovo. 
Zijn zoon, Giacomo (Jacopo) I Malaspina stond in 1467 het markgraafschap Fosdinovo af aan zijn derde zoon en noemde zich vervolgens markgraaf van Massa. Toen hij vervolgens in 1473 ook nog de heerlijkheid Carrara kocht, was de kiem gelegd voor het latere hertogdom Massa en Carrara.

## Huis Cybo-Malaspina
Deze tak van de familie Malaspina stierf in 1519 uit in mannelijke lijn uit met Antonio Alberico II. Zijn dochter Ricciarde volgde hem op en huwde in 1520 Lorenzo Cybo, een lid van een invloedrijke aristocratische familie uit Genua, verwant aan de Medici en Paus Innocentius VIII. Uit het huwelijk is de nieuwe familie Cybo-Malaspina ontstaan. In 1530 stond keizer Karel V toe dat Lorenze mede-regent van het markgraafschap werd, maar in 1541 maakte markgravin Ricciarde een eind aan het mede-regentschap van haar man.
Ricciarde werd in 1553 opgevolgd door haar zoon als markgraaf van Massa en heer van Carrara. In 1568 verhief keizer Maximiliaan II het markgraafschap Massa tot vorstendom en de heerlijkheid Carrara tot markgraafschap. In 1664 werd onder keizer Leopold I het vorstendom Massa tot hertogdom en het markgraafschap Carrara tot vorstendom verheven.
De laatste hertog uit het huis Cybo-Malaspina, Alderamo I, overleed in 1731 en werd opgevolgd door zijn zesjarige dochter Maria Teresa. Tot 1744 was haar moeder, Ricciarda Gonzaga, regentes. 

## Regering door hertoginnen
In 1741 trouwde Maria Teresa met de hertog van Modena, Ercole III d'Este. Deze hertog was ook de laatste van zijn dynastie en daardoor was hun dochter Maria Beatrice zowel erfgename van Modena als van Massa en Carrara. Dit was een belangrijke reden voor keizerin Maria Theresia om een huwelijk in 1771 te arrangeren met haar zoon aartshertog Ferdinand. Maria Beatrice volgde in 1790 haar moeder op als hertogin van Massa en Carrara.
Maria Beatrice werd in 1797 door Frankrijk uit haar hertogdom verdreven, dat achtereenvolgens deel uitmaakte van de Cisalpijnse Republiek, de Republiek Italië en het koninkrijk Italië. De koning van Italië, Napoleon Bonaparte maakte Massa en Carrara los van zijn koninkrijk ten behoeve van zijn zuster Elisa. Na de nederlagen van Napoleon herstelde het Congres van Wenen in 1814 de hertogin in het bezit van Massa en Carrara. Haar zoon Frans IV van Modena kreeg toen het hertogfom Modena terug.
Na haar dood in 1829 kwam het hertogdom aan haar zoon en werd het dus verenigd met Modena.

## Regenten
| regering  | naam                           | geboren    | overleden  | familie               |
| --------- | ------------------------------ | ---------- | ---------- | --------------------- |
| 1398-1445 | Antonio Alberico I             |            | 09-04-1445 |                       |
| 1445-1481 | Giacomo (Jacopo) I             | 1422/7     | 18-05-1481 | zoon                  |
| 1484-1519 | Antonio Alberico II            |            | 13-04-1519 | zoon                  |
| 1519-1546 | Ricciarda                      | 1497       | 15-06-1553 | dochter               |
| 1530-1541 | Lorenzo Cybo (mederegent)      | 20-07-1500 | 14-03-1549 | echtgenoot            |
| 1553-1623 | Alberico I                     | 28-02-1534 | 18-01-1623 | zoon                  |
| 1623-1662 | Carlo I                        | 18-11-1581 | 13-02-1662 | kleinzoon             |
| 1662-1690 | Alberico II                    | 23-07-1607 | 02-02-1690 | zoon                  |
| 1690-1710 | Carlo II                       | 09-06-1631 | 07-12-1710 | zoon                  |
| 1710-1715 | Alberico III                   | 30-08-1674 | 20-11-1715 | zoon                  |
| 1715-1731 | Alderamo I                     | 22-07-1690 | 18-08-1731 | broer                 |
| 1731-1790 | Maria Teresa                   | 29-06-1725 | 25-12-1790 | dochter               |
| 1790-1796 | Maria Beatrice                 | 06-04-1750 | 14-11-1829 | dochter               |
| 1796-1806 | deel Cisalpijnse republiek etc |            |            |                       |
| 1806-1814 | Elisa Bonaparte                | 03-01-1777 | 06-08-1820 | zuster van Napoleon I |
| 1814-1829 | Maria Beatrice                 | 06-04-1750 | 14-11-1829 | zie 1790-1796         |